# Ondřej Vaněk
Ondřej Vaněk (sinh ngày 25 tháng 9 năm 1990) là một tiền vệ trung tâm người Cộng hòa Séc hiện tại thi đấu cho F.K. Ufa. Anh cũng thi đấu cho U-21 Cộng hòa Séc.

## Sự nghiệp câu lạc bộ
Vào ngày 9 tháng 7 năm 2016, anh ký bản hợp đồng 4 năm với đội bóng Nga F.K. Ufa.

## Thống kê sự nghiệp

### Câu lạc bộ
Tính đến 13 tháng 5 năm 2018
| Câu lạc bộ          | Mùa giải            | Giải vô địch                   | Giải vô địch | Giải vô địch | Cúp     | Cúp       | Châu lục | Châu lục  | Khác    | Khác      | Tổng cộng | Tổng cộng |
| Câu lạc bộ          | Mùa giải            | Hạng đấu                       | Số trận      | Bàn thắng    | Số trận | Bàn thắng | Số trận  | Bàn thắng | Số trận | Bàn thắng | Số trận   | Bàn thắng |
| ------------------- | ------------------- | ------------------------------ | ------------ | ------------ | ------- | --------- | -------- | --------- | ------- | --------- | --------- | --------- |
| SK Slavia Prague    | 2009–10             | Czech First League             | 2            | 0            | 0       | 0         | 0        | 0         | –       | –         | 2         | 0         |
| FC Hlučín           | 2010–11             | Czech National Football League | 12           | 0            | 0       | 0         | –        | –         | –       | –         | 12        | 0         |
| FK Jablonec         | 2010–11             | Czech First League             | 8            | 2            | 2       | 0         | –        | –         | –       | –         | 10        | 2         |
| FK Jablonec         | 2011–12             | Czech First League             | 21           | 0            | 4       | 2         | 3        | 0         | –       | –         | 28        | 2         |
| FK Jablonec         | 2012–13             | Czech First League             | 28           | 2            | 7       | 8         | –        | –         | –       | –         | 35        | 10        |
| FK Jablonec         | 2013–14             | Czech First League             | 16           | 5            | 3       | 0         | 4        | 1         | 1       | 0         | 24        | 6         |
| FK Jablonec         | Tổng cộng           | Tổng cộng                      | 73           | 9            | 16      | 10        | 7        | 1         | 1       | 0         | 97        | 20        |
| Kayserispor         | 2013–14             | Süper Lig                      | 11           | 0            | –       | –         | –        | –         | –       | –         | 11        | 0         |
| FC Viktoria Plzeň   | 2014–15             | Czech First League             | 29           | 5            | 5       | 1         | 2        | 0         | –       | –         | 36        | 6         |
| FC Viktoria Plzeň   | 2015–16             | Czech First League             | 19           | 2            | 4       | 0         | 6        | 1         | 1       | 0         | 30        | 3         |
| FC Viktoria Plzeň   | Tổng cộng           | Tổng cộng                      | 48           | 7            | 9       | 1         | 8        | 1         | 1       | 0         | 66        | 9         |
| F.K. Ufa            | 2016–17             | Giải bóng đá ngoại hạng Nga    | 16           | 2            | 3       | 0         | –        | –         | –       | –         | 19        | 2         |
| F.K. Ufa            | 2017–18             | Giải bóng đá ngoại hạng Nga    | 11           | 3            | 0       | 0         | –        | –         | –       | –         | 11        | 3         |
| F.K. Ufa            | Tổng cộng           | Tổng cộng                      | 27           | 5            | 3       | 0         | 0        | 0         | 0       | 0         | 30        | 5         |
| Tổng cộng sự nghiệp | Tổng cộng sự nghiệp | Tổng cộng sự nghiệp            | 173          | 21           | 28      | 11        | 15       | 2         | 2       | 0         | 218       | 34        |